# Eugene T. Maleska
Eugene Thomas Maleska (Jersey City, 6 de enero de 1916 - Daytona Beach, 3 de agosto de 1993) fue un crucigramista estadounidense. The New York Times había publicado docenas de crucigramas que él había enviado como colaborador independiente. Se convirtió en el editor de crucigramas de The New York Times en 1977, reemplazando a Will Weng. En 1993, Maleska fue reemplazada por Will Shortz, quien sigue siendo el editor de crucigramas del New York Times actualmente.

## Biografía
Maleska nació el 6 de enero de 1916 en Jersey City. Se graduó de Regis High School en Nueva York. Recibió su licenciatura y maestría de Montclair State College y comenzó su carrera enseñando latín e inglés en una escuela secundaria en Palisades Park, Nueva Jersey.
Eugene se mudó a Frederick Douglass Junior High School en Manhattan en 1940 como profesor de inglés. En 1946 se convirtió en asistente del director de la escuela PS 169 y luego director de la escuela PS 192 a principios de la década de 1950. Se tomó un año sabático para asistir a la Universidad de Harvard, donde obtuvo un doctorado en educación. Luego fue el director de JHS 164 de 1955 a 1958. De 1962 a 1967, fue asistente del superintendente de escuelas en el Distrito 8 en el Bronx. Luego pasó tres años como director asociado del centro de educación urbana antes de regresar como superintendente del Distrito 8. Fue la única persona que tuvo una escuela pública en la ciudad de Nueva York con su nombre durante su vida: la Escuela Intermedia 174 en el Bronx, inaugurada en 1973, el año en que se jubiló como superintendente. El primer director de esta escuela fue Chester Cohen, y el primer subdirector fue Stephen Wulfson. Eugene T. Maleska era un poeta aficionado y publicó un libro de poemas, Sun & Shadows en 1961.
Se casó con Jean (c. 1915-1983) y tuvo dos hijos: Merryl Maleska Wilbur y Gary Maleska. Posteriormente casó con Annrea (Neill) Sutton el 9 de febrero de 1985 en Barnstable, Massachusetts. Se divorciaron en algún momento y Maleska se casó con Carol Atkinson como su tercera esposa el 11 de marzo de 1992. Carol había estado casada anteriormente. 
Falleció en Daytona Beach, Florida en 1993 por causa del cáncer de garganta que padecía. También tenía una casa en Wareham, Massachusetts.